# Gau
Gau (plural Gaue) é um termo alemão que designa informalmente uma região dentro de um país, frequentemente uma província antiga ou atual. Foi utilizado no período medieval de maneira oficial para indicar uma subdivisão local, equivalente aproximada ao shire inglês. Como sufixo, entra na formação dos nomes de algumas localidades e cantões em regiões de língua alemã (por exemplo, os cantões de Aargau e Thurgau na Suíça). Voltou a ser utilizado como subdivisão administrativa oficial durante o período da Alemanha nazista, entre 1938 e 1945.